# Université Valahia de Târgoviște
L'université Valahia de Târgoviște est une université de Târgoviște, en Roumanie, fondée en 1992.